# Coleophora bantuella
Coleophora bantuella là một loài bướm đêm thuộc họ Coleophoridae. Nó được tìm thấy ở Cộng hòa Dân chủ Congo.